# R.O.S.E.
R.O.S.E. (на български: Роза) е четвъртият албум на британската певица Джеси Джей, издаден през май 2018 г. Включва в себе си 16 музикални изпълнения (разделени в четири части), четири от които са синглите „Real Deal“, „Think About That“, „Not My Ex“ и „Queen“.

## Списък с песните

### Realisations
1. Oh Lord – 1:37
2. Think About That – 3:13
3. Dopamine – 3:17
4. Easy on Me – 4:59

### Obsessions
1. Real Deal – 4:15
2. Petty – 3:02
3. Not My Ex – 3:30
4. Four Letter Word – 4:16

### Sex
1. Queen – 3:24
2. One Night Lover – 4:04
3. Dangerous – 4:00
4. Play – 3:07

### Empowerment
1. Glory – 3:28
2. Rose Challenge – 0:55
3. Someone's Lady – 4:28
4. I Believe in Love – 3:49